# Chéroy
 Chéroy  es una comuna y población de Francia, en la región de Borgoña, departamento de Yonne, en el distrito de Sens. Es el chef-lieu del cantón de su nombre, aunque Saint-Valérien la supera en población.
Su población en el censo de 1999 era de 1.403 habitantes.
Está integrada en la Communauté de communes Gâtinais Bourgogne .

## Demografía
| 548 | 578 | 763 | 1024 | 1326 | 1403 |
| Para los censos de 1962 a 1999 la población legal corresponde a la población sin duplicidades (Fuente: INSEE [Consultar]) |     |     |      |      |      |